# Jamy (Gorzów Śląski)
Jamy (deutsch Jamm, 1936–1945 Weidental) ist eine Ortschaft in Oberschlesien. Der Ort liegt in der Gmina Gorzów Śląski (Landsberg O.S.) im Powiat Oleski (Kreis Rosenberg) der Woiwodschaft Oppeln in Polen.

## Geographie

### Geographische Lage
Das Straßendorf Jamy liegt 13 Kilometer südwestlich vom Gemeindesitz Gorzów Śląski (Landsberg O.S.), 17 Kilometer nördlich der Kreisstadt Olesno (Rosenberg) und rund 57 Kilometer nordöstlich der Woiwodschaftshauptstadt Opole (Oppeln). Der Ort liegt in der Wyżyna Woźnicko-Wieluńska (Woischnik-Wieluń Hochland) innerhalb der Obniżenie Liswarty (Lisswarther Senke). Südlich des Dorfes erstreckt sich ein weitläufiges Waldgebiet.

### Ortsteile
Zu Jamy gehört der Weiler Piaseczna (Kolonie Sandhäuser).

### Nachbarorte
Nachbarorte von Jamy sind im Nordosten Kozłowice (Koselwitz), im Südosten Boroszów (Boroschau) und im Südwesten Brzezinka (Bresinke).

## Geschichte

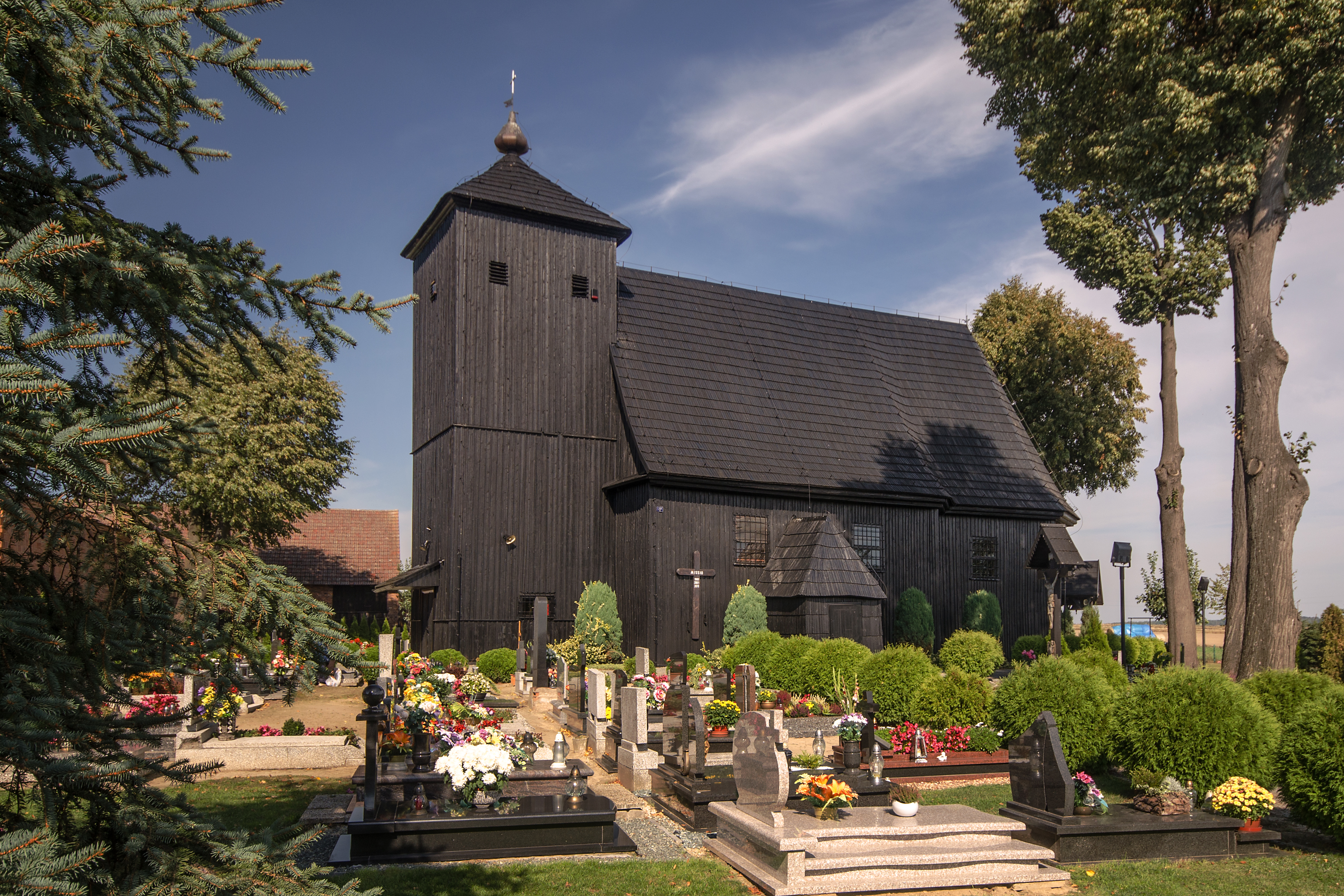
St. Nikolaus

Im Jahr 1423 wird der Ort erstmals erwähnt. 1679 wird erstmals eine Kirche im Ort erwähnt.
Nach dem Ersten Schlesischen Krieg 1742 fiel Jamm mit dem größten Teil Schlesiens an Preußen. 1793 wurde im Ort die katholische Schrotholzkirche St. Nikolaus erbaut.
Nach der Neuorganisation der Provinz Schlesien gehörte die Landgemeinde Jamm ab 1816 zum Landkreis Rosenberg O.S. im Regierungsbezirk Oppeln. 1845 bestanden im Dorf ein Schloss, ein Vorwerk mit Schäferei, eine katholische Kirche, eine katholische Schule, eine Wassermühle, eine Brennerei, ein Sägewerk, eine Ziegelei, ein Kalkofen, eine Bleiche und 43 Häuser. Im gleichen Jahr lebten in Jamm 443 Menschen, davon 74 evangelisch. 1861 zählte der Ort acht Bauern, 20 Gärtner und insgesamt 448 Einwohner. 1874 wird der Amtsbezirk Jamm gegründet. Erster Amtsvorsteher war der Leutnant Kühn.
Bei der Volksabstimmung in Oberschlesien am 20. März 1921 stimmten 214 Wahlberechtigte für einen Verbleib bei Deutschland und 58 für Polen. Busow verblieb beim Deutschen Reich. 1925 lebten 265 Menschen im Ort, 1933 wiederum 599 Menschen. Am 29. Juli 1936 erfolgte die Umbenennung des Ortes in Weidental. Am 1. April 1939 wird die Gemeinde Weidental nach Paulsdorf eingemeindet. Bis 1945 befand sich der Ort im Landkreis Neustadt O.S.
1945 kam der bisher deutsche Ort unter polnische Verwaltung, wurde der Woiwodschaft Schlesien angeschlossen und Jamy umbenannt. 1950 kam der Ort zur Woiwodschaft Oppeln und 1975 zur Woiwodschaft Tschenstochau. 1999 kam der Ort zum wiedergegründeten Powiat Oleski und wieder zur Woiwodschaft Oppeln.

## Sehenswürdigkeiten
- Die römisch-katholische Schrotholzkirche St. Nikolaus (poln. Kościół św. Mikołaja) wurde 1793 erbaut. Die Kirche steht seit 1954 unter Denkmalschutz.[8]
- Das Schloss Jamm (poln. Pałac w Jamach) wurde Ende des 19. Jahrhunderts im neoklassizistischen Stil erbaut. Bis 1945 gehörte das Schloss der Familie von Pratsch. Nach dem Zweiten Weltkrieg wurden im Schloss Wohnungen für Landarbeiter eingerichtet. 1989 wurde der Bau in einem Teil ruinösen Zustand an eine Privatperson verkauft. Daraufhin wurde der Bau renoviert und befindet sich weiterhin im Privatbesitz. Seit 1997 steht der Bau unter Denkmalschutz.[9]